# Мари (Туркменистан)
Мари (туркменски: Mary, перс. مرو), је главни град истоимене покрајине Мари у Републици Туркменистан. Према подацима из 2010. град је имао 126.141 становника.

## Опис
Мари је трећи по величини град у Туркменистану. Смештен је у пустињи Каракум на реци Муграб. Град се до 1937. године звао Мерв.
На око 30 километара од Марија налази се древни град Мерв који је на листи Светске баштине Унеска.

## Партнерски градови
- Џеда
- Истанбул
- Самарканд